# Александров (деревня, Могилёвская область)
Александро́в (бел. Александроў) — деревня в составе Семукачского сельсовета Могилёвского района Могилёвской области Республики Беларусь.

## Население
- 1999 год — 73 человека
- 2010 год — 33 человека